# Шабад, Теодор
Теодо́р Ша́бад (англ. Theodore Shabad; 4 апреля 1922, Берлин — 4 мая 1987, Нью-Йорк) — американский журналист и географ, специалист по экономической географии СССР. Почётный доктор географии Колумбийского университета (1976), почётный доктор Висконсинского университета в Милуоки, адъюнкт-профессор географии Колумбийского университета, основатель и главный редактор научного журнала «Soviet Geography: Review and Translation» (1960—1987), специальный корреспондент «The New York Times» в Париже (1960—1961) и Москве (1961—1966; 1971—1973).

## Биография
Теодор Шабад родился 4 апреля 1922 года в Берлине. По воспоминаниям родственников, интерес к географии у него проснулся ещё в дошкольном возрасте, уже тогда он много часов посвящал изучению географических атласов и карт. Вскоре после прихода к власти нацистов в 1933 году, одиннадцатилетний Теодор вместе с матерью и отчимом переехал во Францию. В 1938 году мать отправила Теодора Шабада к своей сестре и её мужу, типографскому наборщику — линотиписту Отто Баберу, жившим на ферме недалеко от города Милуоки (штат Висконсин). После окончания средней школы в 1940 году Теодор отправился в Нью-Йорк, где окончил Сити-колледж со степенью бакалавра географии. Чтобы переписываться со своим отцом, в то время воевавшим с немцами в рядах советской армии, Теодор выучил русский язык. Позднее он в совершенстве овладел ещё тремя языками.
В 1943—1946 годах Шабад работал в редакции «The New York Times»: сначала рассыльным, а затем — курьером в отделе искусств. Спустя год ему поручили работу по составлению карт. В частности, в его обязанности входило составление и оформление карт военных действий в СССР. В 1946—1947 годах Шабад работал над составлением атласов в картографической компании C. S. Hammond, а в 1947—1951 годах — занимал должность помощника редактора издания «Lippincott Gazetteer of the World», публиковавшегося Колумбийским университетом. В 1953 году Шабад стал консультантом по делам СССР в Библиотеке Конгресса США. Именно в этот период Шабад начал «двойную карьеру». В 1950 году он вернулся в «The New York Times», где работал техническим редактором вплоть до 1960 года, когда его отправили в качестве специального корреспондента сначала в Париж (1960—1961), а затем в Москву (1961—1966; 1971—1973).
В 1960 году Шабад основал научный журнал «Soviet Geography: Review and Translation», которому суждено было стать ведущим журналом в области советской географии. Шабад был главным редактором этого издания вплоть до своей смерти в 1987 году. В 1969 году Ассоциация американских географов выразила Шабаду благодарность за его научный вклад. В том же году он стал членом делегации США на Международном географическом конгрессе. В 1975 году Шабад получил в Колумбийском университете степень магистра географии. В 1976 году, в знак признания его заслуг в области исследования экономической географии СССР, университет пожаловал ему почётную докторскую степень.
Умер от сердечного приступа в такси, по пути домой с работы. В последние годы жизни работал над монографией о химической промышленности в СССР.

## Семья
Отец — Яков Тимофеевич Шабад (1901—1958), агроном, уроженец Вильны. Мать — Ева Гиршевна Шабад (в девичестве Гельфман, 1897—1957), родом из Станиславова. Дед по отцу — врач  и общественный деятель Тимофей Осипович Шабад. Вторым браком отец Теодора Шабада женился на Софии Абрамовне Гинк — тёте режиссёра Камы Гинкаса.
Племянник лингвиста Макса Вайнрайха, двоюродный брат социолингвиста Уриэла Вайнрайха.
Теодор Шабад был женат на Лесли Шабад; двое сыновей — Питер и Стивен.

## Отзывы
Президент Русского географического общества С. Б. Лавров охарактеризовал Теодора Шабада как «настоящего, без всяких оговорок негативного плана советолога высшего класса, блестяще владевшего русским языком», как «знатока советской экономики, но не узкого специалиста, а эрудита».
В 1987 году заведующий кафедрой географии Колумбийского университета Роберт Льюис отметил, что «энциклопедические знания Шабада о СССР были непревзойдёнными». По мнению главного редактора «The New York Times», лауреата Пулитцеровской премии М. Франкеля, Шабад был «выдающимся учёным, добросовестным корреспондентом, прилежным редактором, верным коллегой и тёплым, прекрасным человеком».

## Избранная библиография

### Монографии
- Theodore Shabad. Basic Industrial Resources of the U.S.S.R.. — New York: Columbia University Press, 1969. — xiv, 393 p. — ISBN 0-231-03077-0.
- Theodore Shabad. China's Changing Map: National and Regional Development, 1949—71. — New York: Praeger, 1972. — xiii, 370 p.
- Theodore Shabad, Victor L. Mote. Gateway to Siberian resources (The BAM). — New York: Scripta Pub. Co., 1977. — 189 p. — (Scripta series in geography). — ISBN 0-470-99040-6.
- Leslie Dienes, Theodore Shabad. The Soviet Energy System: Resource Use and Policies. — New York: V. H. Winston, 1979. — 298 p. — (Scripta series in geography). — ISBN 0-470-26629-5.

### Другие
- Theodore Shabad. The Soviet Aluminum Industry. — New York: American Metal Market Co., 1958. — 48 p.